# Цона Артиђанале-Индустријале Сан Лоренцо (Виченца)
Цона Артиђанале-Индустријале Сан Лоренцо је насеље у Италији у округу Виченца, региону Венето.
Према процени из 2011. у насељу је живело 27 становника. Насеље се налази на надморској висини од 197 м.